# Geophis damiani
Geophis damiani este o specie de șerpi din genul Geophis, familia Colubridae, descrisă de Wilson, Mccranie și Williams 1998. Conform Catalogue of Life specia Geophis damiani nu are subspecii cunoscute.